# Signor Rossi
Il Signor Rossi è un personaggio immaginario creato dall'animatore e fumettista italiano Bruno Bozzetto, dal quale sono stati realizzati un totale di otto cortometraggi e tre film, oltre ad una serie televisiva di 11 puntate da 12 minuti ciascuna, chiamata Il signor Rossi e lo sport, mai distribuita commercialmente, e un'altra miniserie di 6 puntate chiamata Le avventure del signor Rossi trasmessa nel programma Gulp!.
Il Signor Rossi, come suggerisce il cognome comune, nacque come simbolo del cittadino italiano medio, alle prese con il malcostume della propria società nel pieno del miracolo economico degli anni Sessanta.

## Storia
Il personaggio nacque nel 1960, quando Bozzetto, frustrato e scontento perché la giuria del Gran Premio Bergamo Internazionale del Film d'Arte e sull'Arte aveva rifiutato una delle sue produzioni, decise di riproporre questa esperienza: Bozzetto creò il personaggio del Signor Rossi come personificazione dell'italiano medio dell'epoca, in un paese che viveva un boom economico senza precedenti, ma dove, allo stesso tempo, si iniziavano a notare i primi inconvenienti del progresso: solitudine, mancanza di comunicazione, lavoro eccessivo, inquinamento, alienazione, nevrosi. Nacque così il primo corto del Signor Rossi: Un Oscar per il signor Rossi. 
In questo modo, Bozzetto, sempre con l'importante collaborazione di Guido Manuli, suo braccio destro, inizia a produrre una serie di cortometraggi che vedono come protagonista il Signor Rossi attraverso una serie di esperienze che caratterizzavano la trasformazione economica dell'Italia degli anni sessanta: va a sciare, va in vacanza al mare, compra una macchina e così via. Ogni episodio risulta un eccezionale ritratto sociale della sua epoca, sempre da una prospettiva marcatamente ironica quasi amara in alcuni momenti.
La musica dei suoi corti, che è sempre stata considerata di speciale importanza da Bozzetto, è curata in un primo momento dal musicista jazz milanese Paolo Tomelleri e successivamente da Franco Godi, creatore della sigla più famosa del Signor Rossi: Viva la Felicità.
Nel 1976 si associa con la casa di produzione tedesca Halling Film per produrre tre lungometraggi che vedono il Signor Rossi come protagonista. Maurizio Nichetti e Manuli si occuperanno del progetto; lo stesso Bozzetto ammise di aver lasciato il lavoro nelle loro mani perché era immerso nella produzione di uno dei suoi film, il lungometraggio a tecnica mista Allegro non troppo. Il personaggio acquista, dunque, voce; si incorporano altri personaggi secondari come il suo fedele cane Gastone; i disegni si fanno progressivamente più psichedelici e le storie perdono gran parte del loro cinismo per orientarsi definitivamente verso il pubblico infantile.
Fu con questa serie di film, trasmesse in televisione a partire dalla fine degli anni '70, che il personaggio ottenne un successo più ampio, specialmente in Italia, Spagna e Germania, dove si creò un grande interesse intorno a tutto ciò che riguardava il personaggio in questione. Memorabile è la trasmissione di Rai 1 I problemi del signor Rossi, andata in onda dal 1981 al 1985 e condotta da Luisa Rivelli, che trattava come tema le truffe e l'informazione per i consumatori.
Il signor Rossi morì bruciato nel film Allegro non troppo (come piccola vendetta, secondo quanto lo stesso Bozzetto ammetterà in seguito), per poi resuscitare misteriosamente in quello che sarà il suo ultimo lungometraggio: Le vacanze del signor Rossi. Si vide per l'ultima volta in televisione in una serie di spot del Comitato italiano gas trasmessi tra il 1991 e il 1994 con la voce fuori campo di Natale Ciravolo, mentre nel 2008 fece una breve comparsa, ad opera dello stesso Bozzetto, in "Cavandoli!", un fumetto disegnato da una trentina di autori umoristici italiani in omaggio a Osvaldo Cavandoli e alla sua Linea pubblicato sul primo numero della rivista PUCK!.
Nonostante diverse voci riguardo ad un possibile nuovo film di animazione in 3D del Signor Rossi, Maurizio Nichetti ha affermato che non si farà più nessun film avente tale personaggio come protagonista.
Nel 2025 viene presentato in anteprima a Cartoons on the Bay un nuovo cortometraggio intitolato Rossi Boomer.

## Filmografia

### Cortometraggi
- 1960: Un Oscar per il signor Rossi
- 1963: Il signor Rossi va a sciare
- 1964: Il signor Rossi al mare
- 1966: Il signor Rossi compera l'automobile
- 1970: Il signor Rossi al camping
- 1972: Il signor Rossi al safari fotografico
- 1974: Il signor Rossi a Venezia
- 2025: Rossi Boomer

### Lungometraggi
- 1976 Il signor Rossi cerca la felicità
- 1977 I sogni del signor Rossi
- 1978 Le vacanze del signor Rossi

### Serie

#### Il Signor Rossi e lo sport (1975)
La voce narrante della miniserie è di Walter Valdi.
1. Canottaggio
2. Scherma
3. Sciare
4. Ginnastica
5. Ciclismo
6. Atletica
7. Basket/Pallavolo
8. Tennis
9. Nuoto
10. Corsa
11. Calcio

#### Le avventure del signor Rossi
Nel 1972 il signor Rossi è comparso in una miniserie di sei episodi nel programma Gulp!:
1. Il Signor Rossi dallo psichiatra
2. Il Signor Rossi in Svezia
3. Il Signor Rossi cerca moglie
4. Il Signor Rossi va in crociera
5. Il Signor Rossi impiegato di concetto
6. Il Signor Rossi al festival pop